# Modular Audio Recognition Framework
Modular Audio Recognition Framework (MARF) – platforma badawcza oraz zbiór algorytmów przeznaczonych do przetwarzania dźwięku, mowy, tekstu i przetwarzania języka naturalnego (NLP). Projekt został napisany w języku Java i zorganizowany w modularną, łatwo rozszerzalną strukturę, która ułatwia dodawanie nowych algorytmów oraz prowadzenie eksperymentów.
MARF może być wykorzystywany zarówno jako biblioteka w aplikacjach użytkowych, jak i jako źródło wiedzy czy rozszerzenie. Projekt zawiera kilka przykładowych aplikacji demonstracyjnych ilustrujących sposób korzystania z frameworka. Dostępny jest również szczegółowy podręcznik użytkownika oraz dokumentacja API w formacie Javadoc. MARF i jego aplikacje są udostępniane na licencji w stylu BSD.